# Maddalena Sanseverino
Maddalena Sanseverino (1520 – 1551) è stata una nobildonna italiana.

## Biografia
Era figlia primogenita di Roberto Ambrogio Sanseverino, conte di Caiazzo e di Colorno, e di Ippolita Cybo dei principi di Massa.
Orfana del padre ed ereditiera di un grosso patrimonio, nel 1539 venne rapita, mentre si trovava con la madre a Venezia, da Giulio Cesare de' Rossi, ultimogenito del marchese Troilo I e di Bianca Riario, al quale era preclusa la successione diretta sulla contea di San Secondo, deciso a ingrandire i propri possedimenti. Celebrato immediatamente il matrimonio, Giulio Cesare fuggì da Venezia riparando in armi a Colorno, dal quale venne espulso ad opera dei Farnese. Riparò quindi a Caiazzo, dove aveva ereditato dei beni attraverso il matrimonio forzoso con la Sanseverino.

## Discendenza
Maddalena e Giulio Cesare ebbero sei figli:
- Ippolita, che sposò Alberto Pio, signore di Meldola;
- Fulvia, che sposò Gian Antonio di Cardona, marchese di Padula;
- Ercole, da cui deriva il ramo dei Rossi di Caiazzo;
- Giulio, che militò nella guerra di Francia contro gli Ugonotti;
- Sulpizia, monaca;
- Ferrante, che si stabilì a Mantova, fu uomo d'arme.[1]

## Celebrazioni
Il poeta Matteo Bandello ha dedicato a Maddalena Sanseverino la Novella XLVI della Prima parte (1554).